# 王力宏與李靚蕾事件
王力宏與李靚蕾事件源於王力宏與李靚蕾离婚后，李靚蕾在2021年12月17日深夜于Instagram以及新浪微博上發表長文指控王力宏婚姻不忠，引起各界關注。兩天後，王力宏公開否認婚姻不忠的指控。數日後，徐若瑄以及BY2成員Yumi，皆發律師聲明否認李靚蕾的指控。 目前事件進入司法階段， 除王力宏外，Yumi也對李靚蕾提告。

## 事件背景

### 當事人
- 李靚蕾：美籍日港混血[10]，1986年4月14日出生，母親為香港演員李瑤敏。2013年與王力宏結婚，2021年處於離婚訴訟中，於2023年經法院宣判，與王力宏正式離婚[11]。
- 王力宏：美籍華裔，1976年5月17日出生，華語樂壇知名歌手。2013年與李靚蕾結婚，2021年向紐約法院提請無過失離婚，後於2023年法院准許無過失離婚聲請[11]。

### 王力宏的私生活
王力宏與李靚蕾事件發生以前，王力宏形象良好。負面爭議除了李靚蕾的指控外，僅有狗仔卓偉於2016年爆料王力宏嫖娼，公開疑似王力宏在台北夜晚涉嫌召喚性工作者的影片。而由於影片內容模糊無法進行身份確認，且影片拍攝日期王力宏微博有進行上海活動發文，時間、地點與爆料內容不符，爆料與事實有出入。對此，王力宏以假新聞作為回應，大眾輿論傾向相信王力宏的回覆。

### 王力宏李靚蕾离婚
2019年之前，王力宏与李靚蕾经常在社交媒体上互动。有网友发现自2019年下半年开始，两人停止互动，不再发布与对方相关的动态；李靚蕾在2020年突然发文称「旅途就是终点」更引发网民猜测。2021年12月，有台湾媒体爆料称两人已于上月办妥离婚手续，王力宏的经纪人在当时回应称并无此事。12月15日中午，王力宏在社交媒体上发文承认两人已离婚，但表示「我們永遠會是一家人」。

## 事件經過

### 李靚蕾發文指控王力宏
2021年12月17日深夜，王力宏前妻李靚蕾在Instagram及新浪微博指控王力宏長期依賴母親、婚內出軌和嫖娼等行爲，並受到王家質疑、侮辱和冷暴力。
李靚蕾表示16歲初識王力宏並且雙方保持曖昧，後王與前女友分手后與李見面，順其自然的發生了性行爲。後來李靚蕾發現王力宏在不同城市都有性伴侶並有嫖娼行爲，李提出與王結束關係，但他表示不會再有這樣的行爲，於是兩人開始以結婚前提下交往。李靚蕾稱曾在王力宏演唱會上，發現他和一夜情對象喝酒慶祝，並拍攝各種不雅照片。
李靚蕾透露，婚後王力宏便一直催促生育。認為她在婚姻中被王力宏作為在父母面前爭取權益的一枚棋子，期間不斷遭到王家人的言語暴力及冷暴力。另外指控，王力宏在婚姻關係中仍多次嫖娼以及婚內出軌，李指出王力宏分別與四名人士發生過性關係，對象包括已婚生子的女性。王力宏曾想邀請對方來家裡參加聖誕派對，李靚蕾感到不舒服而反對，王對此相當氣憤。同時，李還指出王力宏曾經不顧法規去對方的住家聚會。李靚蕾因王力宏混亂的私生活與其爭執許久仍無效後便不再干涉，但希望給予孩子完整的家庭並維持婚姻關係。然而，王力宏長期缺席子女生日與重要節日，時常幾個月才回家一趟。最後王力宏以維持婚姻關係的現狀下，未來若有喜歡的女生會被認為是小三為由，向李提出終止婚姻關係。
李靚蕾認為王力宏曾承諾離婚後會在媒體上保護她與小孩，但當離婚新聞產生的不實報導影響到自身名譽，請求王力宏澄清卻遭到冷處理，反觀王力宏卻在產生負面新聞後將自己撇清，因此決定發表聲明以保全自身聲譽。李靚蕾也談到了婚姻中的財務問題，如王力宏爲了保護自己婚前财产而要求李靚蕾簽署不平等條約，婚後共同產生的金錢利益也被其轉移。

### 王力宏返臺
2021年12月18日，王力宏在下午5點05分從中國大陆返回臺灣，入住防疫旅館。

### 王大中親筆信
12月19日，媒體收到透過宏聲音樂發出的王力宏父親王大中的親筆信，信中指出兒子和妻子分居的兩年多期間，沒有出軌之事，强调「不是敗類」。信中反指李靚蕾當年以懷孕威脅兒子結婚，現在發長文是兩年來處心積慮的結果，又指她已取得贍養費。

### 李靚蕾回應王大中
12月19日清晨，李靚蕾在其Instagram以及新浪微博上再次發出七點聲明，回應王力宏父親的親筆信。文中指出雙方交往期間計畫結婚生子，王力宏因而沒有做避孕措施，懷孕後王力宏與其父母討論，卻詢問李靚蕾是否可以墮胎或未婚產子，李靚蕾表示反對。最後王力宏不依家族意願決定與李靚蕾結婚。針對王父指控李靚蕾以懷孕威脅兒子結婚，李靚蕾稱雙方已是成人不存在威脅。並限王力宏方於12月19日下午三點出面道歉，否則提告。

### 王力宏回應
12月19日深夜11點多，王力宏在其Facebook及新浪微博上發布了針對李靚蕾爆料的回應圖文，文中表示沒有對婚姻不忠，且查詢了兩人的第一個對話記錄，當時李靚蕾已26歲，而不是李靚蕾暗示的未成年時期，並說明李靚蕾一開始就索要約2億人民幣贍養費，而非她所說的一毛錢都不要。

### 李靚蕾回應王力宏
12月20日凌晨，李靚蕾在其社交平台上列出四點聲明，文中要求王力宏對婚姻不忠的問題進行回覆。否認王力宏聲稱的沒有和未成年的李靚蕾發生關係。稱自己沒拿王贍養費，貼出放棄贍養費聲明並證實雙方離婚無分配財產。坦承自己有看心理醫師，稱其長期遭受王精神虐待、羞辱、和情感勒索，稱心理醫師認爲王力宏有性成癮及自戀型人格等心理問題，並且不斷更換心理師，以試圖說服心理師來證實李靚蕾的精神狀況有問題。
12月20日中午，李靚蕾在其社交平台上列出6點質疑，文中希望王力宏正視問題不要再推卸責任，表示網絡的人證事證直指他嫖娼。李靚蕾透露王常帶女伴回家及嘗試與16歲小師妹私下往來，2012至2013年期间，王力宏與BY2成員Yumi及李靚蕾同時交往。另外指控，王家將她當作生育機器，生完三胎后就脅迫她離婚。王力宏在家中安裝可远程操控的視訊機器，王與友人打趣探看令她感到侵犯隱私。李靚蕾表示她遭到王力宏及其父親的信件的誹謗，讓兩人子女從小就要面對非議，關於生育子女問題自己并沒有脅迫王力宏，也否認自己對他拳打脚踢。稱王力宏逼迫她離婚，若她不同意王就威脅要提高法庭。

### 王力宏道歉聲明
12月20日中午12點多，李靚蕾在其社交平台上列出6點質疑後，王力宏在其社交平台發表道歉文，表示沒經營好婚姻，給家人與大眾帶來困擾，會注意自己的言行，會承擔起父親及公眾人物的責任、準備暫時退出工作，留出時間陪伴父母和孩子，李靚蕾住的房子過戶給她，孩子們的撫養教育也會全程參與並承擔費用。

### 李靚蕾回應王力宏道歉聲明
12月20日，王力宏發出道歉聲明後，李靚蕾表示將不再對王力宏及王力宏父親提告。
12月23日下午，李靚蕾發文回應外界的兩點提問並致歉，她於文章引言表示：「希望這封信，能夠真正為持續燃燒的紛紛擾擾劃下一個句點，讓大家都能回歸平靜的生活。」。文中回應外界的三大提問。第一，關於「不私下解決」的提問，她透露曾用過各種方式尋求回應，但仍得不到一句道歉，她認為人如果沒承認自己的錯誤，就不會願意悔改和改正。第二，關於「4.8億元的吾疆豪宅」的提問，她指表示從頭到尾就不是為了要錢或報復，她不會接受王的「贈與」房子，她會透過法律上解決合理財產分配的問題。第三，她對無端被牽連進此次離婚風暴的相關人士致歉。

### 王力宏離婚風向逆轉
原以為在李靚蕾發出最後一則聲明之後，事件已經告一段落，但4日有自稱工作人員的網友，爆內幕反擊李靚蕾，同時也有媒體公開BY2妹妹Yumi與王力宏對話僅是談公事，並非私下再有不當情感連結，近日大陸網友要求李靚蕾出面直球對決。網友表示「李靚蕾爆出這麼多事情，要別人平靜就平靜，問題是都沒有最直接的證據，要是人人都這樣上網亂講，那還得了？」

### 王力宏前往吾疆探視子女及李靚蕾再次指控
2023年1月9日王力宏21天隔離期結束，隨即前往吾疆探視子女。1月11日李靚蕾在其社交平臺發出長文，認爲王力宏并非真心道歉只是為平息輿論，指控王力宏帶三名男性工作人員試圖闖入李靚蕾居住的吾疆豪宅並上傳監控截圖，王力宏要求關閉監視器，其中一位素未謀面的人被王力宏的工作人員要求躲在最後，王力宏最親近的工作人員曾有前科且和黑道關係密切，1月10曾試圖約她見面，並表示王力宏的工作人員對外放出消息說王力宏不對李靚蕾的指控做出辯解是因爲怕李靚蕾自殺，對此李靚蕾發出不自殺聲明。

### 王力宏回應李靚蕾再次指控
李靚蕾發出指控后王力宏的經紀公司表示，李靚蕾如有證據請直接提告不要再興風作浪，王力宏只是想見到孩子，認爲李靚蕾想象力豐富，李靚蕾住家旁就是警察局，如李靚蕾所訴為真應直接報警，同時解釋三名工作人員分別服務夫妻二人12年的生活助理，在職11年的員工，另一位是保全。且在律師的指導下前往探視子女。

### 李靚蕾回應王力宏
針對王力宏的回應，李靚蕾在其社交平臺發出八點聲明，文中否認王力宏所聲明的一同前往的工作人員為助理，同時表示已報警，認爲王力宏稱見不到子女感到很悲傷是虛情假意，質疑律師指導王力宏見子女的真實性，因爲帶三人見子女違反協議，同時針對王力宏要求提供證據的聲明做出回復，表示自己一定會提供證據，原本不想弄得很難堪。警方表示台北市大安分局新生南路派出所值班警員接到李靚蕾電話，警察表示若有危險可立即派員前往，李靚蕾也可前往派出所報案，而李靚蕾表示會再考慮。。1月12日李靚蕾的男性管家前往派出所備案。

### 王力宏律師聲明
1月13日王力宏發出律師聲明，聲明中表示律師建議王力宏不要在無人陪同的狀況下見李靚蕾，指控李靚蕾將離婚事件變爲對王力宏的抹黑，王力宏只想無干擾的見子女。

### 李靚蕾回應律師聲明
王力宏發出律師聲明後李靚蕾在其IG做出回應，認爲王力宏沒有悔意，指控王力宏長期買網軍控制微博和IG的粉絲及評論，附上購買網軍的6張對賬單，對賬單中顯示王力宏曾購買IG粉絲數量，為王力宏父親所寫的詩購買評論和愛心等，并認爲王力宏帶禮物和氣球前往吾疆是爲騙她開門。
其後李靚蕾對媒體透露了離婚協議的内容並指責王力宏企圖闖入民宅，協議中表明雙方的子女在21嵗前與李靚蕾單獨居住在吾疆，雙方除了約定時間外王力宏不得單獨前往吾疆，王力宏之外的人前往吾疆也需雙方同意。

### 李靓蕾澄清謠言
2022年7月6日，網傳李靓蕾被法官判决藐视法庭，纽约法院判决同意王力宏申请的强制执行探视权，她發聲明澄清該消息為網軍操弄輿論，紐約法院經審理後，已判決駁回王力宏先生提出之所有要求。。但依據紐約最高法院記錄顯示，2022年2月8日司法決定確實有藐視法庭的紀錄。

## 波及藝人

### 徐若瑄、陳建州、范瑋琪
李靚蕾在發文中提及一名王力宏的曖昧對象，「甚至明知違反法規也要飛奔去找她家找她聚會」，有媒體及網友推測是徐若瑄。12月18日徐若瑄在社交平台發出澄清，稱與王力宏於家中聚會來往僅兩次，呼籲王力宏儘快出面解釋「不要因為個人私事，殃及友人」。21日網傳王力宏，徐若瑄，陳建州及范瑋琪有不尋常關係，其後李靚蕾於微博表示「據我所知，陳建州、范瑋琪跟王先生沒有不正當的關係。」網友疑問爲何沒有替徐若瑄澄清，媒體聯絡李靚蕾後其否認暗示徐若瑄，只是受托替陳建州及范瑋琪澄清。

### 孫雨（Yumi）
2021年12月18日，BY2成員Yumi（孫雨）因與王力宏合照引發了議論，工作室連夜報警控訴誹謗，並發文澄清。隨後李靚蕾本人轉發BY2工作室微博並表示會提供證據。19日晚，Yumi做出回應，稱自己為王力宏婚前在2012年交往的女友，2015年雙方已互刪微信好友。之後李靚蕾立即做出回應，在微博貼出Yumi曾在2015年8月發訊息給王力宏的WhatsApp訊息截圖，稱其有意與王聯繫，並指控她與王為性伴侶，在王力宏結婚後仍傳裸照給他。
12月22日上午，微博網民「做個小孩007」自稱Yumi朋友，發文稱她吞藥輕生，並貼出Yumi醫院就診單據和照片，照片顯示Yumi在醫院洗胃急救，并並稱李靚蕾想讓一切停再對其最有利的地方，並繼續Po文質疑李靚蕾可能養網軍，貼文寫道「我願稱他為養樂多開會，我後台也收到上百條文案相同的辱罵，水軍帶黑公關節奏是犯法的喔」。隨後另有网友传出Yumi假冒服用了2顆維生素和褪黑素輕生，但未提供任何证据。23日，BY2工作室再發聲明，針對報假警、輕生造假等造謠誹謗，已蒐證並會追究法律責任。2022年1月，《鏡周刊》披露WhatsApp訊息內容，稱Yumi傳訊請托王力宏幫忙宣傳專輯。「做個小孩007」表示對話模擬圖有意羞辱當事人。
2021年12月間，Yumi報警並公布報案單，痛批李靚蕾「人不在內地就不用負責嗎」，李靚蕾反嗆「請把警察聯繫方式給我，我提供證據...」，Yumi於20多天後又發文，批李靚蕾到現在還沒提出所謂的「證據」，李靚蕾反駁称自己的微博私訊窗有1512萬則未讀訊息，但是自己於訊息欄位搜尋「By2」，卻發現根本沒有收到過By2的訊息。Yumi曬私信錄屏回應已確實發送訊息，此後李靚蕾再無回應。
律師余淑杏表示雖然法律上的規定看來可以進行引渡、遣返，但在跨境實務上，對於例如妨害名譽等輕罪，通常不會大費周折啟動引渡或遣返機制，除非李靚蕾飛到中國，中國公安才會行使司法權。

### 李雲迪
李靓蕾文章通篇以“她”代称王力宏出軌對象，仅有一段文字用“他”，且特地與「女性朋友」區分：“我怀孕都快要生产了，你的舞蹈老师‘朋友’传讯给你说他觉得很伤心以为你们是在一起的。另外一位女性‘朋友’也是听到我们在一起在我面前哭了一个小时，说她也以为你们是在一起的。”文章接近尾声，李靓蕾再表示：「希望你也可以诚实面对自己，不要在意世俗的眼光，跟对的人在一起。」遣詞造句被解讀為暗示王力宏性向。
李靚蕾還提到，「我知道你曾經因為想要順從而憂鬱到幾天躺在地上不能動，也看到你因為想要順從而失去你生命中很多重要的東西，到了37歲仍無法自己做認決定，你感到非常沮喪無力，無法做想做的事，無法掌握自己的工作，感情或經濟。」2013年1月3日，即王力宏37歲時，他在微博發文稱自己和李雲迪都是異性戀，切割轟動一時的「宏迪戀」緋聞。李靚蕾文中所指，令網友揣測王力宏37歲時的黑暗期是因為切割李雲迪。

## 訴訟過程

### 紐約訴訟
2021年12月10日，王力宏向紐約最高法院提出無過失離婚申請。離婚訴訟期間，王力宏方於2022年1月28日提出強制執行，同年2月1日法官做出暫時處分。隨後，王力宏方又於2月8日向法院提起被告李靚蕾方藐視法庭。最終，兩個聲請於7月6日作出處分，隨後網路上傳出王力宏方聲請獲准之消息，但李靚蕾方提出聲明反駁，王力宏方則以訴訟未公開為由不予回應。王力宏方於11月8日單方面提請離婚，並於2022年12月15日召開言詞辯論，最後於2022年6月23日宣判，紐約最高法院准許王力宏的無過失離婚聲請。

### 泉州訴訟
2021年12月遭李靚蕾爆料後，微信公眾號「脫氧硬糖」發文《王力宏陳x州四人運動視頻流出，尺度大到不忍直視！》，造謠「王力宏的十個緋聞情人」、「男女通吃」等，引發王力宏提告。2024年2月5日，泉州市人民法院判決王力宏勝訴，要求「脫氧硬糖」刊登道歉聲明並支付相應的賠償。王力宏將賠償全數捐給孤兒院。

### 北京訴訟
王力宏於2021年12月16日代言INFINITI汽車，但因隔天遭李靚蕾發文指控，INFINITI在王力宏代言不到一天時間就解除合作，並求償2000萬人民幣。2022年北京时之尚广告公司申请冻结王力宏所属西东音乐901万元人民币的财产。2024年5月10日，北京法院宣告王力宏胜诉，无须支付赔偿，解冻其公司的资产。法院還指未发现王力宏“不端行为”，而李靚蕾的指控“不排除是捏造的毁谤文”。

## 影響

### 商業合作解約
截至2021年12月18日，英菲尼迪中國、讀書郎教育科技、周大生珠寶和TATCHA等多個品牌相繼解除與王力宏的代言合約。
香港方面，曾為香港海洋公園保育基金代言的廣告亦都被打上馬賽克或在他的眼睛貼上黑色線等。

### 演出取消以及其他
王力宏原定于12月26日在海南三亞出席酷狗國潮音樂節，12月31日将在長沙参加跨年晚會演出，受该事件影响全部取消。王力宏原先在Bilibili《2021最美的夜跨年晚会》的节目表演也已取消。
2021年底CCTV1于上午时段重播的電視劇《大決戰》，該劇片尾曲「寸心」本來由女歌手譚維維和王力宏合唱，而在12月19日，男女合唱片尾曲變譚維維獨唱，王力宏演唱部分被剪掉，且片尾也去除了王力宏的名字。

### 四大公投
中華民國前副總統吕秀莲、聯合報投稿人葛緯詩及桃園市前議員王浩宇認爲，台灣舉行的四大公投案受到王力宏被爆料的影響，公投聲量、投票率顯著降低。

### 王力宏復工
王力宏於2021年12月20日宣告暫時退出工作，並於2023年1月在拉斯維加斯復出開唱，舉辦「ONE Leehom Wang 一個王力宏」演唱會，票房看似熱銷實則需要靠送票充場面。
2023年6月於曼谷開唱，為亞洲巡迴首站。
2023年9月於台北小巨蛋開唱，多位藝人到場支持，並將於同年11月到馬來西亞開唱。
2024年9月22日，王力宏在澳门举办的“湾区升明月”2024大湾区电影音乐晚会上演唱了《我们的歌》，这是王力宏在风波后首度在中国大陆电视荧屏上复出。

### 李靚蕾播客
2023年6月7日，李靚蕾推出播客Podcast節目《沉靚時間》，她在首集分享美國官司勝訴的心情，以及如何從低潮走出來。王力宏的律師葉偉立隨即駁斥了她的說法，指案件因為管轄權移回台灣審理，沒有所謂「勝訴確定」事宜。

## 各界評論
- 2021年12月18日，中国妇女报在微信公众平台以“明星失德，观众不答应，市场不答应！”为题发文，认为明星应有自我要求，开放包容的社会也不能接受私生活的放纵与无度、肆意妄为、表演人设。德行有亏的“明星”注定不会长久。[106]19日再次以“防范以“爱”为名的伤害，警惕脱离职场的风险”为题发文，认为“无论是否成为家庭主婦，女性参与职场，保留职场的竞争力，才是最有安全感的选择。”“情感婚姻都绝不应当是以“爱”为名、滋长落后性别观念的陈腐温床。”[107]。
- 環球時報在新浪微博發表評論，以「王力宏人設崩壞絕非偶然」為題，稱鮮花、掌聲和高收入變爲某些人放縱的迷魂藥劑，明星要知道，做好演藝人員的前提條件是做好人，不然其身不正，真實面貌終究會有被揭開的日子，「站得越高，摔得越重」。[108][109]
- 12月18日，環球時報特约评论员、原總編輯胡锡进在微博發以「台灣產瓜，台美切瓜，大陸吃瓜」為題發出個人評論：王力宏不是大陆籍，而是美籍台灣人。這件事首先是台灣的瓜，今天台灣公投據說都因他的瓜受影響了。王力宏的市場主要在大陆，所以大陆網友社會的態度才最關鍵。目前其妻的指控對王力宏的人設是致命的，除非他能提供相反的證據並讓事情反轉，否則他在大陸演藝市場的豪華存在基本就結束了。慾望城市同時是超級墓地，每一座豪華別墅都有一扇門直通殯儀館。很多人以為它是通向後院花壇的門而錯誤推開它。情慾是天性。管理情慾，不讓它造成傷害和毀滅，是永恆的道德主題之一。社會不斷「殺一儆百」，以示邊界的嚴肅性。王力宏惹翻的是前妻，也是他的3個孩子的母親。他很可能已經「在劫難逃」[110]。
- 12月29日，有記者向国台办新闻发言人马晓光詢問是否会将王力宏列入劣迹艺人名单。马晓光表示，「支持两岸文化交流的政策没有改变。」 「不能把个人网上的说法当作官方态度。对于两岸文化交流合作，我们一向持支持、鼓励态度。对于一些涉及个别人的个别事件、个别情况，我们希望来大陆发展的演艺人员都能做到德艺双馨。我们更看重的是公德，而不是网上其他方面的一些说法。」[111]

## 外部連結
- 李靚蕾Jinglei的新浪微博
- 李靚蕾 Jinglei的Instagram帳戶
- 煜橋有限公司台灣公司資料 （页面存档备份，存于）
- 李瑤敏在香港影庫上的簡介